# Aire urbaine de Roanne
L'aire urbaine de Roanne est une aire urbaine française centrée sur l'unité urbaine de Roanne. Composée de 50 communes, elle comptait 107 209 habitants en 2012.

## Caractéristiques en 1999
D'après la définition qu'en donne l'INSEE, l'aire urbaine de Roanne est composée de 47 communes, situées dans la Loire. Ses 107 392 habitants font d'elle la 81e aire urbaine de France.
13 communes de l'aire urbaine sont des pôles urbains.
Le tableau suivant détaille la répartition de l'aire urbaine sur le département (les pourcentages s'entendent en proportion du département) :
| Département | Communes | Communes (%) | Superficie (km²) | Superficie (%) | Population (2011) | Population (%) |
| ----------- | -------- | ------------ | ---------------- | -------------- | ----------------- | -------------- |
| Loire       | 47       | 14,4         | 753,44           | 15,8           | 107 392           | 14,2           |